# Biowaiver
Ein Biowaiver ist die behördliche Zustimmung zum Verzicht  auf die Durchführung einer Bioäquivalenzstudie im Rahmen eines Antrags auf  Arzneimittelzulassung.
Bioäquivalenzstudien sind von fundamentaler Bedeutung für die Zulassung von Generika, da sie in der Regel für die behördliche Beurteilung der therapeutischen Gleichwertigkeit des Generikums mit dem Originatorpräparat herangezogen werden und dadurch klinische Studien in einem Umfang, wie sie für neue Arzneimittel erforderlich sind, ersetzen. Unter bestimmten Voraussetzungen  kann auch eine  Bioäquivalenzstudie als nicht notwendig erachtet und daher erlassen werden (to waive (englisch): etwas erlassen). Die Gleichwertigkeit der zu vergleichenden Arzneimittel darf dann durch andere Nachweise als durch Bioäquivalenzstudien erbracht werden.
Voraussetzungen für Biowaiver in EU-Zulassungverfahren
Die Voraussetzungen für Biowaiver für in den in EU-Ländern betriebene Zulassungsverfahren sind in einer Leitlinie der europäischen Arzneimittelagentur beschrieben. Für perorale, den Wirkstoff schnell freisetzende, Arzneiformen kann ein pharmazeutischer Unternehmer grundsätzlich einen sogenannten BCS-basierten Biowaiver beantragen: Dieser beruht auf der Klassifizierung von Arzneistoffen aufgrund ihrer Löslichkeit und ihres Permeationsvermögens durch Biomembranen (biopharmazeutisches Klassifizierungssystem, BCS) und legt als Mindestanforderung eine sehr gute Löslichkeit des Arzneistoffes zugrunde (BCS Klasse I oder III). Weiterhin müssen in-vitro mindestens 85 % des Arzneistoffs innerhalb von 30 Minuten (BCS Klasse I) bzw. 15 Minuten (BCS Klasse III) aus der Arzneiform freigesetzt werden, die Pharmakodynamik des Arzneistoffs muss bekannt sein, der Arzneistoff muss eine ausreichende therapeutische Breite aufweisen und es muss bezüglich der Arzneiform mit bekannten und unkritischen Hilfsstoffen gearbeitet werden, die die Bioverfügbarkeit nicht beeinflussen (etwa durch Wechselwirkungen mit Transportersystemen). Liegt das Arzneimittel in verschiedenen Dosisstärken vor, kann der Umfang der Bioäquivalenzstudien gegebenenfalls auf eine oder wenige Stärken beschränkt werden.
Die Voraussetzungen für einen Biowaiver bei anderen Arzneiformen (z. B. orodispersible Tabletten,  orale Lösungen, fixe Arzneistoffkombinationen, nicht-orale schnell freisetzende Formen mit systemischer Wirkung, parenterale Lösungen, liposomale, mizellare Arzneiformen und Emulsionen zum intravenösen Gebrauch, Arzneiformen mit modifizierter Wirkstofffreisetzung und transdermale therapeutische Systeme, lokal wirkende und lokal applizierbare Arzneiformen, Gase) behandelt die Leitlinie ebenfalls, indem sie auf weitere Richtlinien verweist.
Außer für generische Zulassungsanträge sind die Inhalte der Leitlinie auch für andere Antragsarten anwendbar, bei denen Bioäquivalenzstudien eine Rolle spielen.